# Carl Sillén
Carl Sillén, född 17 juli 1818 i Torstuna socken, Västmanlands län, död 20 december 1888 i Stockholm, var en svensk musiker, pianostämmare och tonsättare.

## Biografi
Carl Sillén föddes 1818 på Sista i Torstuna socken och var son till bonden och rusthållaren Anders Olsson och Brita Andersdotter. Familjen flyttade till Tibble 1825 men återkom 1827. Sillén flyttade 1836 till Stockholm. Sillén tog musikdirektörsexamen 1840, var 1858–1886 lärare i pianostämning vid konservatoriet i Stockholm och från 1861 Kungliga Musikaliska Akademiens kamrerare. Han utgav Rytmiska tonscalor, översatte Beyers pianoskola (1857), uppfann en graderad kromatisk stämgaffel och en stämnyckel liksom ett instruktionsinstrument för stämning med mera. Han ägde i många år ett pianoinstitut i Stockholm. Sillén blev 1857 ledamot av Musikaliska Akademien. Han avled 1888 i Stockholm.